# Cricotopus rodriguensis
Cricotopus rodriguensis är en tvåvingeart som beskrevs av Edwards 1923. Cricotopus rodriguensis ingår i släktet Cricotopus och familjen fjädermyggor.
Artens utbredningsområde är Réunion. Inga underarter finns listade i Catalogue of Life.